# Vaughania
Genre
Synonymes
- Indigofera L. (préféré par BioLib)[2]

Vaughania est un genre de plantes à fleurs dicotylédones de la famille des Fabaceae, sous-famille des Faboideae, originaire de Madagascar,  qui compte une dizaine d'espèces acceptées.
Ce genre, créé en 1920 par le botaniste anglais, Spencer Moore, est considéré par certains auteurs comme un synonyme d’'Indigofera.

## Liste d'espèces
Selon The Plant List (2 octobre 2018) :
- Vaughania cerighellii (M.Peltier) Du Puy, Labat & Sch
- Vaughania cloiselii (Drake) Du Puy, Labat & Schrire
- Vaughania depauperata (Drake) Du Puy, Labat & Schrire
- Vaughania dionaeifolia S.Moore
- Vaughania humbertiana (M.Peltier) Du Puy, Labat & Sch
- Vaughania interrupta Du Puy, Labat & Schrire
- Vaughania longidentata Du Puy, Labat & Schrire
- Vaughania mahafalensis Du Puy, Labat & Schrire
- Vaughania perrieri (R.Vig.) Du Puy, Labat & Schrir
- Vaughania pseudocompressa Du Puy, Labat & Schrire
- Vaughania xerophila (R.Vig.) Du Puy, Labat & Schrir